# У Марго проблемы с деньгами
«У Марго́ пробле́мы с деньга́ми» (англ. Margo’s Got Money Troubles) — будущий американский сериал в жанре драмы с Эль Фэннинг и Николь Кидман в главных ролях, экранизация одноимённого романа Руфи Торп. Релиз состоится на Apple TV+.

## Сюжет
Двадцатилетняя мать-одиночка Марго Милле заводит аккаунт на OnlyFans, чтобы заработать денег. Благодаря советам своего отца-профессионального рестлера она становится невероятно популярной.

## В ролях
- Эль Фэннинг — Марго Милле
- Николь Кидман — мать Марго, официантка

## Создание
В октябре 2023 года стало известно, что Эль Фэннинг и Николь Кидман исполнят главные роли и станут исполнительными продюсерами сериала «У Марго проблемы с деньгами», являющегося адаптацией романа писательницы Руфи Торп. Дэвид Э. Келли стал шоураннером. В феврале 2024 года права на показ сериала приобрёл видеосервис Apple TV+.
Сериал будет состоять из восьми серий.